# Alfonso Cortés Contreras
Alfonso Cortés Contreras (La Luz, Michoacán, 16 de julho de 1947) é um bispo católico mexicano, arcebispo de León.

## Biografia
Alfonso Cortés Contreras concluiu os estudos eclesiásticos no Seminário de Monterrey; mais tarde, obteve a Licenciatura em Teologia na Pontifícia Universidade Gregoriana de Roma. Foi ordenado sacerdote em 26 de outubro de 1972 para a Arquidiocese de Monterrey.
Ocupou vários cargos, entre eles os de vigário paroquial, formador e professor no seminário de Monterrey e professor na Pontifícia Universidade do México. De 1987 a 1991 foi Ecônomo e Diretor Espiritual do Pontifício Colégio Mexicano de Roma. De 1991 a 1999 foi pároco de S. Giovanni Bosco, Monterrey. Em 1999 foi nomeado Reitor do Pontifício Colégio Mexicano de Roma. De 2001 a 2003 foi membro do Conselho Acadêmico da Pontifícia Universidade Gregoriana. Em 2004 foi eleito Presidente da Associação dos Reitores dos Colégios Eclesiásticos de Roma. Em 1º de junho de 2001, foi nomeado Capelão de Sua Santidade.
O Papa Bento XVI nomeou-o em 24 de junho de 2005 como Bispo Titular de Aquae Regiae e Bispo Auxiliar de Monterrey. Recebeu a consagração episcopal pelo Arcebispo de Monterrey, José Francisco Robles Ortega, em 24 de agosto do mesmo ano; os co-consagradores foram Giuseppe Bertello, Núncio Apostólico no México, e José Guadalupe Martín Rábago, Bispo de León.
Foi nomeado Bispo de Cuernavaca em 10 de julho de 2009 e empossado em 18 de agosto do mesmo ano.
Dom Alfonso Cortés Contreras foi nomeado Arcebispo de León em 22 de dezembro de 2012 e empossado em 20 de março do ano seguinte. Até o preenchimento da sede episcopal de Cuernavaca, em 15 de março de 2013, foi Administrador Apostólico sede vacante et ad nutum Sanctae Sedis desta diocese.

Em 4 de julho de 2024, o Papa Francisco o aceitou sua renúncia a Arcebispo de León, por idade.